# Kasteel van Grammont
Het Kasteel van Grammont (Frans: Château de Grammont) is een kasteel in de Franse gemeente Lugny-lès-Charolles.